# Newbiggin (Kirkby Thore)
Newbiggin – wieś w Anglii, w Kumbrii, w dystrykcie (unitary authority) Westmorland and Furness, w pobliżu Kirkby Thore. Leży 36 km na południowy wschód od miasta Carlisle i 386 km na północny zachód od Londynu. W 2001 miejscowość liczyła 96 mieszkańców.